# Kenji Hada
Kenji Hada (秦 賢二 Hada Kenji?), född 27 juni 1981 i Hiroshima prefektur, är en japansk före detta fotbollsspelare.
Hada började sin karriär 2000 i Nagoya Grampus Eight. 2002 flyttade han till Mito HollyHock. Han spelade 141 ligamatcher för klubben. Efter Mito HollyHock spelade han för FC Ryukyu, MIO Biwako Shiga och Okinawa Kaiho Bank. Han avslutade karriären 2013.